# Джиг-спиннинг

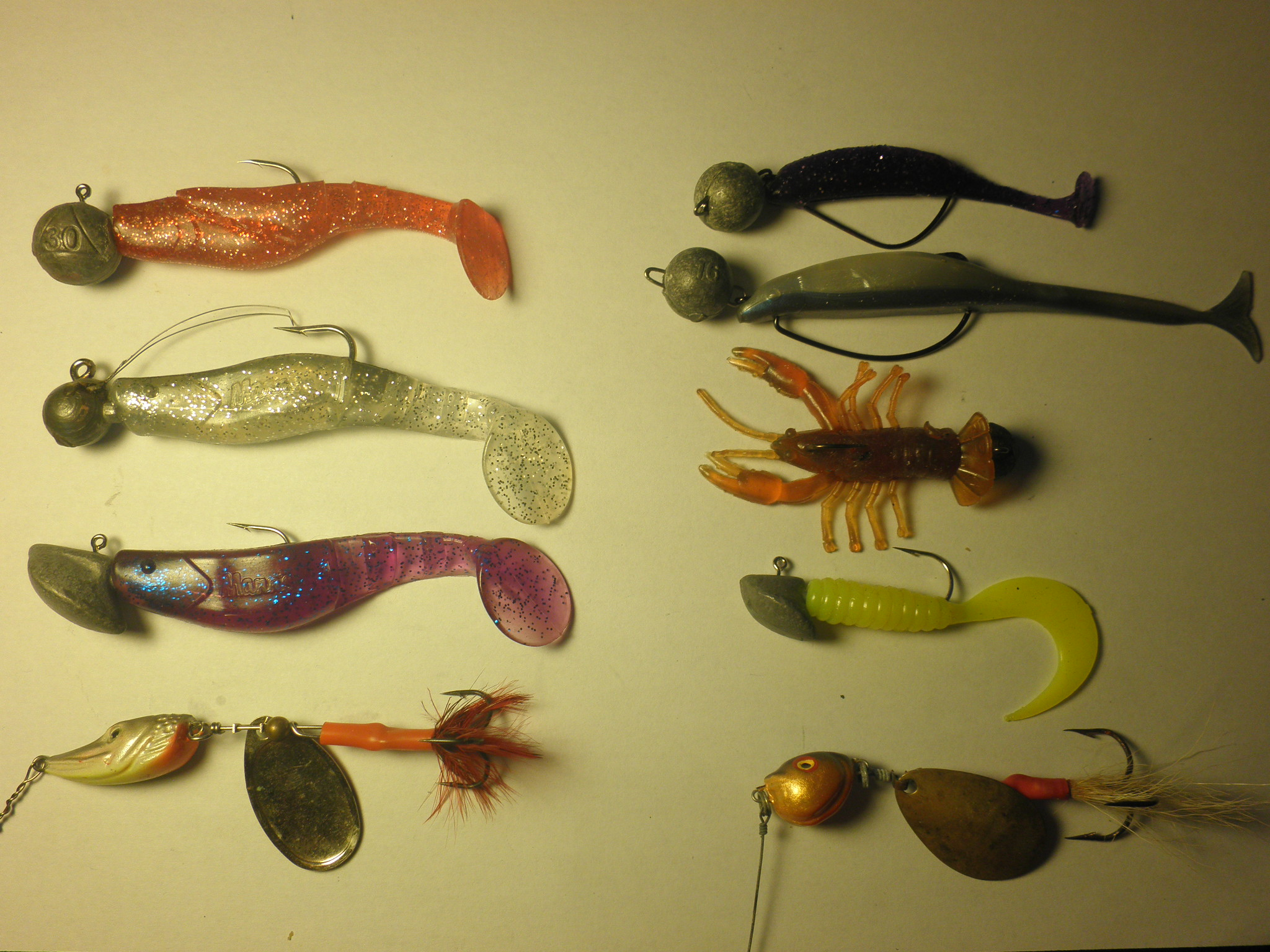
Джиг-приманки

Джиг-спиннинг  (англ. Jig)—  способ спиннинговой ловли в придонных слоях, в котором используются приманки, огруженные в передней части.

## Назначение
Джиг-спиннинг (джиг) предназначен для ловли хищных видов рыб (судак, щука, окунь, сом), охотящихся в придонных слоях водоёмов. Джиг в комплексе включает в себя джиговые приманки и джиговые проводки, выделяясь как отдельный вид в ловле спиннингом.

## Джиговая проводка
Джиговая проводка обеспечивается подмоткой приманки катушкой или потяжкой спиннингом, а также комбинациями этих способов. При этом приманка движется ступенчато, с касанием дна или без, по траектории, напоминающей треугольники и трапеции. 

## Оснастка
Джиговыми являются переднеогруженные приманки: силиконовые приманки (твистер, риппер, виброхвост, слаг, октопус, рачки, личинки насекомых), переднеогруженные вертушки, джиг-воблер, некоторые виды колеблющихся блёсен со смещением центра тяжести в передней части.
Грузом служит джиг-головка с крючком или груз с офсетным крючком на шарнирном монтаже. Джиг-головки имеют разный вес и форму.
Для джига рекомендуется применять плетёные лески, из-за их меньшей растяжимости и более чёткого ощущения касания приманкой дна и регистрации поклёвки.
Для джиговой ловли применяются спиннинги быстрого, сверхбыстрого, реже медленного строя, материал предпочтительно карбоновое волокно или композит.

## Принцип ловли
Приманка проводится джиговой проводкой, для имитации пищевого объекта для хищной рыбы.
Контроль поклёвки осуществляется посредством визуальных и тактильных ощущений рыболова, передающимися от приманки по леске (шнуру) и через бланк спиннинга.

## Разновидности джига
Джиг подразделяется на:
- наноджиг — до 1г,
- микроджиг — 1 — 7г,
- лёгкий джиг — 7 — 21г,
- средний джиг — 21 — 42г
- тяжёлый джиг — 42г и больше.